# Justin Olsen
Justin Bradley Olson (Lubbock, 16 april 1987) is een Amerikaans bobsleeremmer. Olsen behaalde in 2010 de gouden medaille tijdens de Olympische Winterspelen 2010. In 2012 won Olsen als remmer van Steven Holcomb

## Resultaten
- Wereldkampioenschappen bobsleeën 2008 in Altenberg 18e in de viermansbob
- Wereldkampioenschappen bobsleeën 2009 in Lake Placid  in de tweemansbob
- Wereldkampioenschappen bobsleeën 2009 in Lake Placid  in de estafette
- Olympische Winterspelen 2010 in Vancouver  in de viermansbob
- Wereldkampioenschappen bobsleeën 2011 in Königssee  in de viermansbob
- Wereldkampioenschappen bobsleeën 2012 in Lake Placid  in de viermansbob
- Wereldkampioenschappen bobsleeën 2012 in Lake Placid  in de estafette
- Wereldkampioenschappen bobsleeën 2013 in Sankt Moritz  in de viermansbob
- Olympische Winterspelen 2014 in Sotsji 12e in de viermansbob
- Wereldkampioenschappen bobsleeën 2015 in Winterberg 9e in de viermansbob
- Wereldkampioenschappen bobsleeën 2016 in Igls 10e in de estafette
- Wereldkampioenschappen bobsleeën 2017 in Königssee 11e in de tweemansbob
- Wereldkampioenschappen bobsleeën 2017 in Königssee 11e in de tweemansbob
- Wereldkampioenschappen bobsleeën 2017 in Königssee 10e in de estafette
- Olympische Winterspelen 2018 in Pyeongchang 20e in de viermansbob

1924: Scherrer / Neveu / A.Schläppi / H.Schläppi ·
1928: Fiske / Tucker / Mason / Gray / Parke ·
1932: Fiske / Eagan / Gray / O'Brien ·
1936: Musy / Gartmann / Bouvier / Beerli ·
1948: Tyler / Martin / Rimkus / D'Amico ·
1952: Ostler / Kuhn / Nieberl / Kemser ·
1956: Kapus / Diener / Alt / Angst ·
1964: V.Emery / Kirby / Anakin / J.Emery ·
1968: Monti / De Paolis / Zandonella / Armano ·
1972: Wicki / Leutenegger / Camichel / Hubacher ·
1976: Nehmer / Babock / Germeshausen / Lehmann ·
1980: Nehmer / Musiol / Germeshausen / Gerhardt ·
1984: Hoppe / Wetzig / Schauerhammer / Kirchner ·
1988: Fasser / Meier / Fässler / Stocker ·
1992: Appelt / Schroll / Winkler / Haidacher ·
1994: Czudaj / Brannasch / Hampel / Szelig ·
1998: Langen / Zimmermann / Jakobs / Hampel ·
2002: Lange / Kühn / Kuske / Embach ·
2006: Lange / Hoppe / Kuske / Putze ·
2010: Holcomb / Mesler / Tomasevicz / Olsen ·
2014: Melbārdis / Dreiškens / Vilkaste / Strenga  ·
2018: Friedrich / Bauer / Grothkopp / Margis   ·
2022: Friedrich / Margis / Bauer / Schüller